# Wookiee
De Wookiees zijn een fictief ras uit de Star Wars saga. Ze zien eruit als 2 meter hoge volledig behaarde humanoïde wezens. 

## Uiterlijk en gedrag
Wookiees zijn doorgaans erg intelligent en loyaal, maar hebben vaak een kort lontje. Ze kunnen vriendelijk zijn, maar staan ook bekend om hun agressieve aanvallen wanneer ze zich bedreigd voelen of wanneer ze kwaad worden. 
Hun dikke vacht maakt dat Wookiees in veel verschillende weersomstandigheden kunnen overleven. Dit wordt onder andere gezien bij Chewbacca, die ongeacht waar hij is, vrijwel nooit beschermende kleding nodig heeft. 
De exacte levensverwachting van een Wookiee is niet bekend, maar het staat vast dat ze honderden jaren oud kunnen worden.
Wookiees hebben een eigen code. Wanneer een Wookiee wordt gered door een mens of een individu van een andere soort, moet hij voor de rest van zijn leven die persoon beschermen en eventueel zelfs zijn leven opofferen voor hem/haar. Op die manier raakte Chewbacca betrokken bij Han Solo. 
De Wookiees waren vroeger slaven van mensen en waren hierdoor lange tijd agressief tegenover hen. Hun thuisplaneet is Kashyyyk.

## Taal
Wookiees spreken een voor de meeste buitenstaanders onverstaanbare taal genaamd Shyriiwook. Shyriiwook kan men vooral leren door te luisteren naar de emotie in hun stem, of door een Protocoldroid te gebruiken om het te vertalen. Han Solo is een van de weinige mensen van wie bekend is dat hij de taal van de Wookiees verstaat. 
Vanwege de bouw van hun stembanden is het Shyriiwook de enige taal die Wookiees kunnen spreken. Ze zijn wel in staat andere talen te leren begrijpen. Lowbacca, een Jedi Wookiee, gebruikte een draagbare Protocoldroid als middel om Galactic Basic (de taal van de mensen) te "spreken".